# Material de vidre (laboratori)

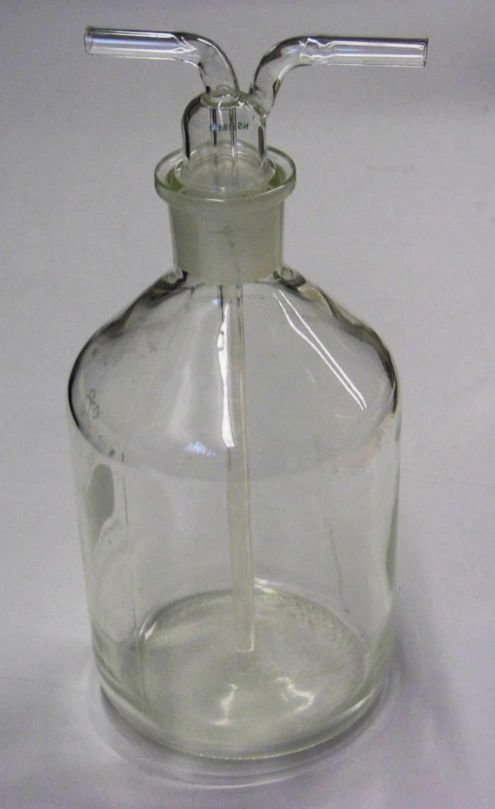
Ampolla per a rentada de gasos.

En un laboratori de química s'utilitzen diversos materials de laboratori; a aquells que estan constituïts principalment de vidre se'ls denomina material de vidre. Certs materials són creats i graduats per poder mesurar volums amb major precisió; en aquests casos es parla de material volumètric.

## Aplicacions
El vidre és un dels materials més antics i més utilitzats en química. Algunes d'aquestes aplicacions són:
- Agitador
- Embut de decantació
- Matràs de destil·lació

- Bureta
- Cristal·litzador
- Refrigerant de reflux intern
- Kitasato
- Matràs
  - Erlenmeyer
  - Matràs aforat
- Mesura cònica
- Pipeta

- Proveta
- Retorta
- Tub d'assaig
- Placa de Petri
- Tub refrigerant
- Tub de despreniment
- Vareta de vidre
- Vas de precipitats
- Vidre de rellotge
- Tub de dissolucions